# Station Jorwerd
Jorwerd (Jo) was een stopplaats aan de spoorlijn Leeuwarden - Stavoren bij Jorwerd. De stopplaats was geopend van 16 juni 1883 tot 15 mei 1938 en van 1 juni 1940 tot 24 november 1940. Sinds 1996 wordt er elk jaar een tijdelijk perron gebouwd voor het openluchtspel van Jorwerd op dezelfde plek waar vroeger ook de stopplaats was.